# اندیس پیازآباد
پیازآباد یک اندیس مصالح ساختمانی است که در حوالی شهر نفت استان ایلام قرار دارد و مادهٔ معدنی موجود در آن، سنگ آهک است.سنگ میزبان این اندیس آهک مارنی است و دیرینگی آن به دوران سانتونین-کامپانین می‌رسد. 